# 6176 Хоріґан
6176 Хоріґан (6176 Horrigan) — астероїд головного поясу, відкритий 16 січня 1985 року.
Тіссеранів параметр щодо Юпітера — 3,604.